# Сенокос в Оверни (картина Бонёр)
«Сенокос в Оверни» (фр. Fenaison d'Auvergne или фр. La fenaison en Auvergne) — картина французской художницы Розы Бонёр, написанная в 1854 году. Размер картины — 215 × 422 см. Хранится во дворце Фонтебло во Франции.

## Описание
На картине изображена погрузка сена на телегу, запряженную четырьмя волами. Волы терпеливо ждут, а рядом стоит человек в широкополой шляпе. Мужчины, в отдалении справа, косят траву, женщины, слева от телеги, сгребают сено, и двое мужчин, используя вилы, поднимают сено на телегу.

## История
После своего первого крупного успеха, который принесла  картина «Пахота в Ниверне» (1849), Бонёр показала эскизы двух новых картин французскому министру изобразительных искусств Шарлю де Морни, герцогу Морни. Он отклонил одну, Ярмарку лошадей, и вместо этого заказал Сенокос в Оверни. Но Бонёр сосредоточилась на завершении «Ярмарки лошадей», и после положительного приёма картины на парижском салоне в 1853 году, де Морни изменил своё мнение.
Картина была куплена французским государством в 1854 году за 20 тыс. франков. Работы была удостоена золотой медали на Всемирной выставке в Париже в 1855 году. Картина выставлялась как часть ретроспективы французского искусства XVIII-го века на Всемирной выставке в 1900 году.
С 1874 по 1878 год картина хранилась в Люксембургском музее, а затем передана во Дворец Фонтенбло. Уменьшенная копия, размером 71,1 × 129 см, находится в частной коллекции. Гравюра Уильяма Тернера Дэйви с картиы была напечатана в Лондоне в 1878 году фирмой «Луи Бралл и сыновья».